# Larangan Selatan
Larangan Selatan is een bestuurslaag in het regentschap Tangerang van de provincie Banten, Indonesië. Larangan Selatan telt 20.113 inwoners (volkstelling 2010).